# Adrianichthys roseni
Adrianichthys roseni är en fiskart som beskrevs av Parenti och Bambang Soeroto 2004. Adrianichthys roseni ingår i släktet Adrianichthys och familjen Adrianichthyidae. Inga underarter finns listade i Catalogue of Life.